# Chefe executivo do Afeganistão
O chefe executivo do Afeganistão é um cargo do Governo do Afeganistão. O cargo extra constitucional foi criado em setembro de 2014 no seguimento de disputas subsequentes às eleições presidenciais afegãs de 2014 quando Ashraf Ghani e Abdullah Abdullah reivindicaram a vitória. Como parte do acordo de unidade nacional, ficou definido que Ashraf Ghani assumiria a presidência e que um novo posto de chefe executivo seria criado para Abdullah Abdullah.

## Papel e responsabilidades
O oficial-chefe executivo preside a uma reunião semanal do Conselho de Ministros, e que tem a capacidade de fazer recomendações ao presidente. O oficial-chefe executivo pode também recomendar ministros para o Gabinete do Afeganistão, um órgão presidido pelo presidente.
O acordo de unidade nacional estabelece uma reunião do Loya Jirga no espaço de dois anos para considerar a necessidade da recriação do cargo de primeiro-ministro do Afeganistão dentro do Governo do país..

## Lista de Chefes executivos
| Nº | Nº | Nome              | Retrato | Início do mandato      | Fim do mandato      | Partido político  |
| -- | -- | ----------------- | ------- | ---------------------- | ------------------- | ----------------- |
|    | 1  | Abdullah Abdullah |         | 29 de setembro de 2014 | 11 de março de 2020 | Coalizão Nacional |